# Sầm Sơn
Sầm Sơn ist eine Stadt in der Provinz Thanh Hóa in Vietnam. Sie liegt an der Küste zum Südchinesischen Meer. Die Provinzstadt Sầm Sơn hatte 2019 eine Einwohnerzahl von 108.320. Die Stadt verfügt seit 2017 über das Stadtrecht und besitzt den Status einer Provinzstadt der 2. Klasse.

## Geschichte
Die französischen Kolonialherren begannen 1906 mit der Kolonialisierung von Sầm Sơn und es wurde ein bekannter Ferienort im damaligen französischen Indochina. Zu dieser Zeit wurden hier viele Ferienvillen gebaut. Im April und Mai 2007 feierte Sầm Sơn den 100. Jahrestag seiner Gründung mit der Organisation eines Festivals.

## Galerie

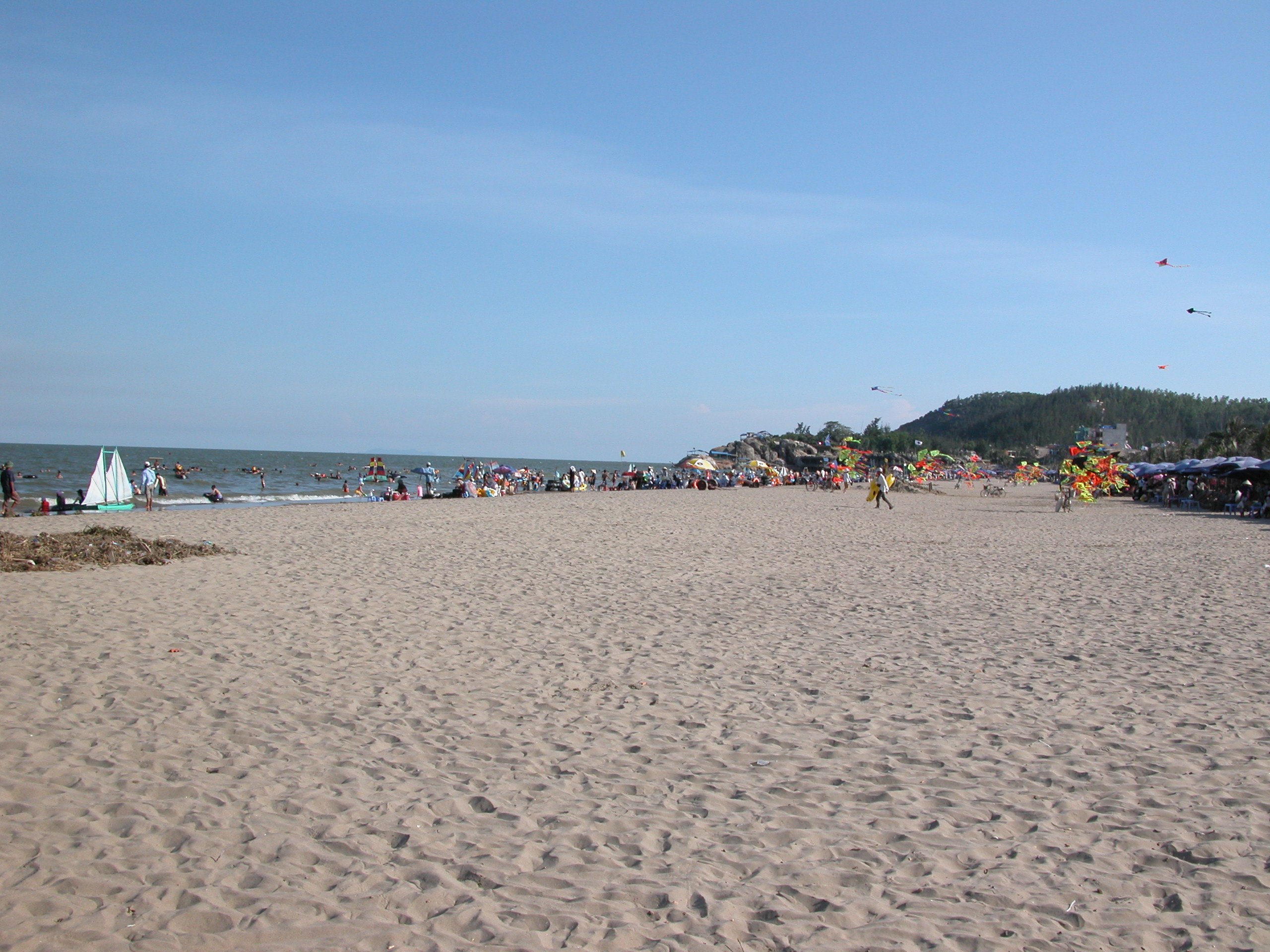
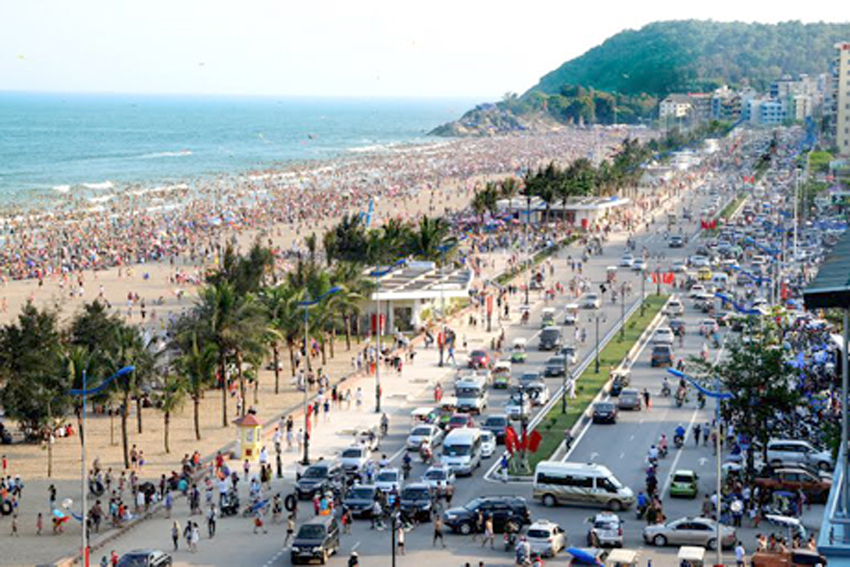